# أنيرين هيوز
أنيرين هيوز (بالإنجليزية: Aneirin Hughes) من مواليد 8 مايو 1958 هو ممثل ومغني ويلزي معروف بلعب دور المشرف الرئيسي في دراما الشرطة الويلزية المناطق النائية بي بي سي فور.

## التعليم
ولد هيوز في أبيريستويث، حيث درس الموسيقى في كلية جامعة ويلز تحت إشراف البروفيسور إيان باروت. بينما كان طالبًا موسيقيًا. ذهب للدراسة في الأكاديمية الملكية الاسكتلندية للموسيقى والدراما وفاز بجائزة باريتون وكلاهما جائزة هيو إس روبرتون للقيادة والفرق الصوتية. وكان أيضًا عضوًا مؤسسًا في سلاسل الأكاديمية وحائزًا على جائزة مؤسسة ليتش.

## الحياة الشخصية
أداء هيوز عدة سباقات ماراثون للأعمال الخيرية، بما في ذلك لعبة دموية. وهو عضو مؤسس في جوقة مونماوث الصوتية للذكور. و حصل على جائزة أفضل ممثل بافتا سيمرو عن ظهوره في فيلم دلمي في كاميليون (1997)، وهو فيلم بلغة ويلزية.

## روابط خارجية
- أنيرين هيوز على موقع IMDb (الإنجليزية)
- أنيرين هيوز على موقع ألو سيني (الفرنسية)
- أنيرين هيوز على موقع أول موفي (الإنجليزية)
- أنيرين هيوز على موقع قاعدة بيانات الأفلام السويدية (السويدية)
- أنيرين هيوز على موقع قاعدة بيانات الفيلم (الإنجليزية)
- أنيرين هيوز على موقع كينوبويسك (الروسية)